# حارة المشاويف (صنعاء)

تعديل مصدري - تعديل

حارة المشاويف هي إحدى حارات حي ضبوة بضواحي الأمانة مديرية سنحان وبني بهلول، بلغ تعداد سكانها 987 نسمة حسب تعداد اليمن لعام 2004.